# Svazudes
Svazudes var en mindre gud i vendisk mytologi. Han var sommerens gud, der opvarmede foråret for at fejre sin egen sommer.